# Elastomere

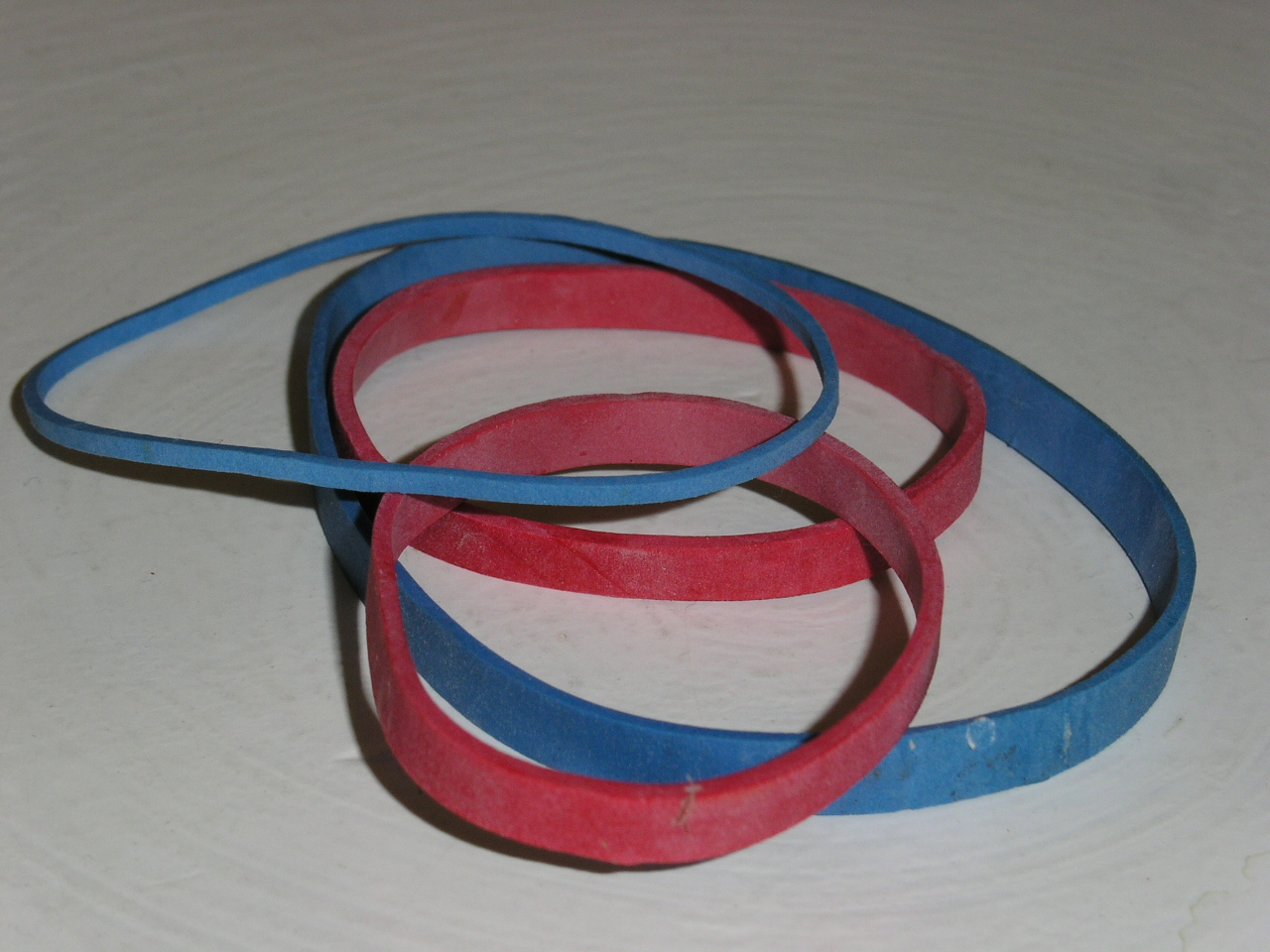
Elastische Gummibänder

Elastomere (Singular das Elastomer, auch Elaste) sind formfeste, aber elastisch verformbare Kunststoffe, deren Glasübergangspunkt sich unterhalb der Einsatztemperatur befindet. Die Kunststoffe können sich bei Zug- und Druckbelastung elastisch verformen, finden aber danach in ihre ursprüngliche, unverformte Gestalt zurück. Elastomere finden unter anderem Verwendung als Material für Reifen, Gummibänder, Dichtungsringe usw. Die bekanntesten Elastomere sind die Vulkanisate von Natur- und Synthesekautschuk sowie Silikonkautschuk.

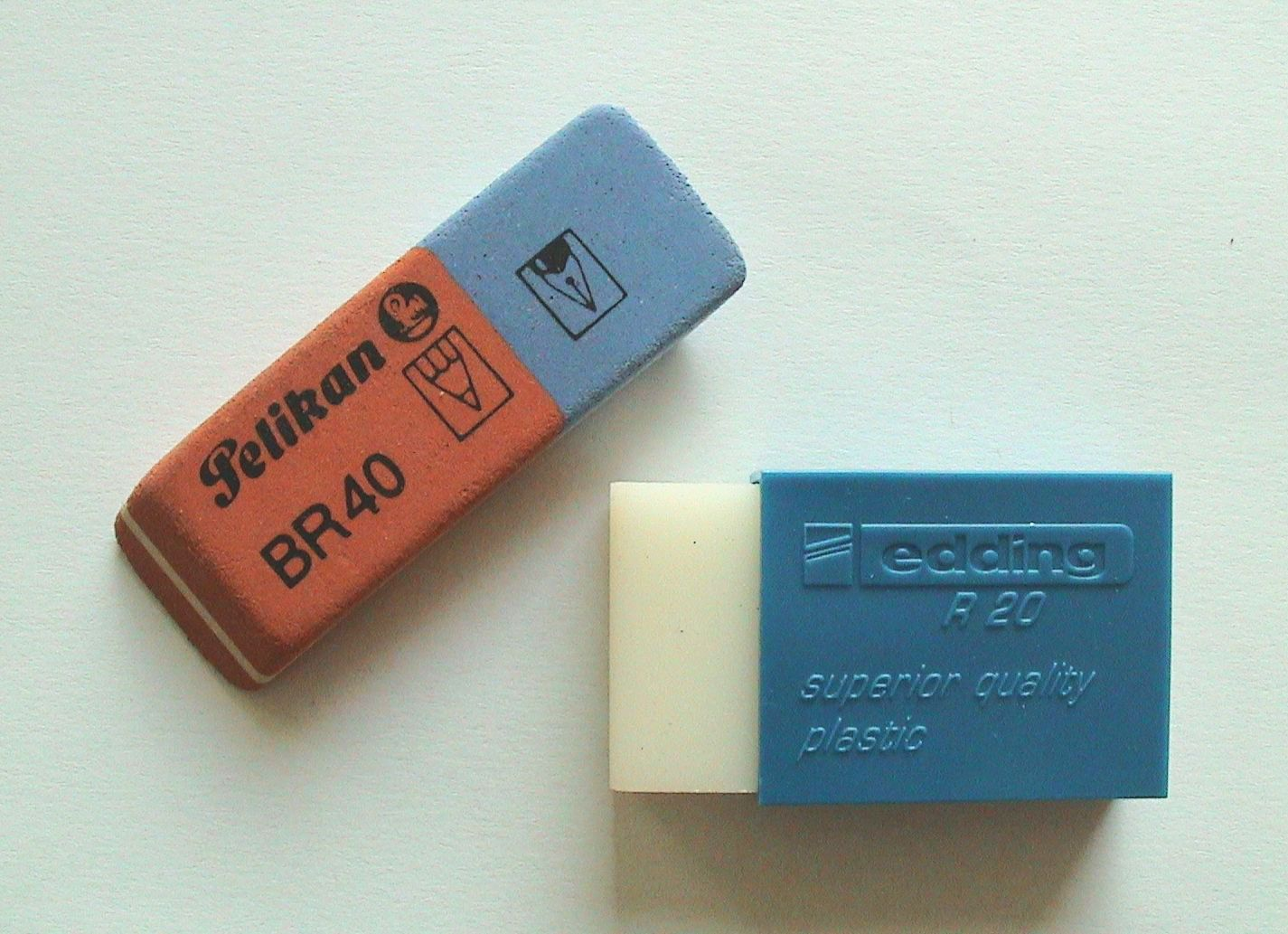
Radiergummis aus Synthesekautschuk (Pelikan) und PVC (edding)

## Ursache der Elastizität

A ist ein Schema der Polymerketten eines unbelasteten Elastomers. B zeigt dasselbe Elastomer unter Einwirkung mechanischer Kraft (Zugkraft in vertikaler Richtung). Nach Entlastung kehrt das Elastomer zur Anordnung A zurück. Die Punkte (•) stellen Vernetzungen zwischen den langen Polymerketten dar.

### Molekulare Struktur
Bei Polymeren handelt es sich um sehr lange Kettenmoleküle. Entlang dieser Ketten sind die einzelnen Kettenelemente gegeneinander drehbar. Bei Elastomeren ist diese Drehbarkeit so stark ausgeprägt, dass sich die Moleküle zu einem sogenannten Polymerknäuel verdrillen. Dieses Bestreben ist lediglich Resultat der in völlig zufällige Richtungen erfolgenden Drehbewegung entlang der Kette. Die Anordnung der einzelnen Atome der Kette um das Zentrum des Moleküls entspricht dabei einer Gauß-Verteilung.
Um ein Aneinandervorbeigleiten der Kettenmoleküle unter Zugbelastung zu vermeiden, werden die Ketten bei Gummi durch Schwefelbrücken untereinander verbunden. Beim Zusatz von viel Schwefel bei der Vulkanisation entsteht Hartgummi, bei der Zugabe von wenig Schwefel Weichgummi.

### Verhalten unter Zugspannung
Ursache der Gummielastizität ist überwiegend die Fähigkeit der geknäulten Polymerketten, auf eine Zugbelastung mit einer Streckung bzw. Entflechtung der Ketten zu reagieren. Wird ein Polymer durch eine Zugspannung gedehnt, richten sich die Ketten bevorzugt in Richtung der Belastung aus. Das Elastomer wird also gedehnt.
Sobald die Zugspannung entfällt oder reduziert wird, beginnen die Ketten wieder mit der zufälligen Drehbewegung, in deren Verlauf sie wieder die statistisch begründete Gauß-Verteilung einnehmen. Die Ketten kehren in ihre bevorzugte knäuelartige Konformation zurück – das Elastomer zieht sich zusammen. Die Elastizität besteht also im Strecken unter Zugspannung und im Zusammenziehen nach Abfall der Spannung. Dieser Effekt ist ähnlich einem Gas, das sich, einmal komprimiert, nach der Dekompression aufgrund der zufälligen Bewegung der Gasatome wieder in den neugewonnenen Freiraum ausdehnt. Es handelt sich dabei um einen entropischen Effekt, diese Form der Elastizität wird daher auch als Entropie-Elastizität bezeichnet. Sie stellt in der Regel den größten Anteil des elastischen Effekts eines Elastomers.

### Temperaturabhängigkeit
Da die Drehbewegung umso schneller und effizienter erfolgt, je mehr Energie für diese vorhanden ist, steigt dieser Effekt mit der Temperatur. Der Anstieg der Elastizität mit der Temperatur ist ein sehr typisches Merkmal von Elastomeren. Die Temperatur, unterhalb deren die thermische Energie nicht mehr ausreicht, um die Drehbewegungen zu vollführen, heißt Glasübergangstemperatur. Unterhalb der Glasübergangstemperatur verlieren Elastomere ihre typische Eigenschaft.

### Energieelastischer Beitrag
Ein sehr geringer energieelastischer Beitrag kann bei Elastomeren durch eine Vernetzung entstehen. In der Regel spielt die Energie-Elastizität bei elastomeren Kunststoffen jedoch keine Rolle. Bei energieelastischen Körpern handelt es sich um harte Stoffe, bei denen eine Zugbelastung eine Abweichung der Molekül- oder atomaren Anordnung von der energetisch günstigsten Position bewirkt. Entfällt die Zugbelastung, „rutschen“ die Atome oder Moleküle in diese energetisch günstigeren Positionen zurück. Vor allem die Elastizitätsmodule von Metallen und Duroplasten werden durch die Energie-Elastizität bestimmt.
Mit Elastomerfolien kann elektrische Energie erzeugt werden, indem das Elastomer im gedehnten Zustand durch Anlegen einer hohen elektrischen Spannung aufgeladen wird. Anschließend wird das Elastomer mechanisch wieder entspannt und so in den Ausgangszustand zurückgeführt. In diesem Zustand ist nun im Elastomer eine höhere elektrische Energie gespeichert als zuvor gespeichert wurde, diese Energie kann nun über einen Stromkreis entnommen werden.

## Eigenschaften
Konventionelle Elastomere sind nicht schmelzbar. Die sogenannten thermoplastischen Elastomere sind in bestimmten Temperaturbereichen aber thermoplastisch, wie etwa der Ersatz für Naturkorken in Weinflaschen.
Elastomere unterliegen der sogenannten Quellung. Je nach Medium und Vernetzungsgrad der Kettenmoleküle ist dieser Effekt verschieden stark ausgeprägt. Das Aufquellen des Elastomers führt zur Veränderung der physikalischen Eigenschaften, wie zum Beispiel der Volumenänderung.
Das besondere an Elastomeren ist, dass ihre Elastizität (anders als bei Metallfedern) nicht auf Anziehungskräften zwischen sich ändernden Atomabständen beruht, sondern ein statisch-dynamisches Gleichgewicht zwischen Ordnung und Entropie darstellt. Das Elastomer speichert daher keinerlei Spannenergie in sich selbst, sondern strahlt die beim Dehnen (und anderen Verformungen) zugeführte Energie als Wärme aus und erhöht stattdessen seine innere Ordnung. Wie ein Muskel benötigt es deshalb für erneutes Zusammenziehen Zufuhr von Energie, welche das Elastomer durch Brownsche Molekularbewegung der Umgebungswärme entnimmt.
Bei großer Kälte verlieren Elastomere ihre Kraft und können glashart gefrieren. Ein maßvolles Erhöhen der Temperatur erhöht erheblich die Spannkraft des Elastomers, da es ihm Energie zuführt, wodurch es Arbeit verrichten kann. Dieses Phänomen ist unter dem Namen Gough-Joule-Effekt bekannt. (Zu hohe Temperatur bewirkt jedoch Zersetzung.) Die Auslenkung ist dabei deutlich stärker als etwa die Wärmeausdehnung von Festkörpern und ähnelt eher dem mechanischen Verhalten von Gasen in einem Zylinder mit beweglichem Kolben. Man kann aus einem flexiblen Rad mit Speichen aus Gummibändern sogar eine simple Wärmekraftmaschine bauen; wird das Rad einseitig erwärmt, so verformt sich dessen Felge einseitig durch Zusammenziehen des Elastomers, wodurch sich das Rad durch Schwerpunktverlagerung in Rotation versetzt, da sich auf der kühleren Seite die Bänder wieder entspannen.

## Sonderformen
- Thermoplastische Elastomere
- Flüssigkristalline Elastomere
- Magnetorheologische Elastomere